# 링컨 라우드
링컨 라우드(영어: Lincoln Loud)은 애니메이션 시리즈 '링컨의 집에서 살아남기'의 주요 캐릭터 중 하나이다.

## 전기
12세 (시즌 5 이전 11세)에 링컨은 중아이자 라우드 가족의 외아들이자 여섯 번째로 맏아들이다. 그는 이전에 로얄 우즈 초등학교에서 5학년을 다녔던 로얄 우즈 중학교 6학년에 다니고 있다.
"출생의 비밀"에서 밝혀진 것처럼 링컨은 미국 대통령의 리무진에서 태어났다. 밴질라가 고장난 후 대통령의 리무진은 분만실로가는 길에 시끄러운 부모를 태 웠다. 차 안에 있을 때 링컨은 나가야했기 때문에 대통령은 링컨을 배달하려고했지만 기절했다. 링컨은 미국 영부인이 인도했다.
에피소드 "안녕, 에이스 세비"은 링컨이 5살 때부터 뒷니가 부러 졌다는 것을 보여준다.
링컨은 종종 혼란스러운 가정을 돌아 다니는 방법, 열 명의 자매의 미친 장난, 기타 행동에 대해 시청자에게 이야기하며 네 번째 벽을 허물 게 만든다. 그는 속옷 차림으로 만화, 만화, 소설을 읽는 습관이있다.

## 인격
링컨 라우드는 보통 모든 성격을 가진 '실질적인'평범한 소년이다.
링컨은 항상 재미를 찾고 타인의 안녕에 대해 생각하는 착하고 선의의 사람이다. 리사와 함께 가족 괴짜 인 링컨은 그의 또래 소년의 전형적인 관심사 인 만화책, 만화, 비디오 게임, 판타지, 공상 과학 소설을 열렬히 좋아한다.
링컨은 대부분 조용하고 편안하지만, 짜증이 났거나 무언가 잘못되면 화를 내기도한다. 또한 그는 특히 그의 자매들과 함께 매우 인내심이 있음이 입증되었다.
그는 또한 '자매 싸움 프로토콜'을 존중하지 않고 그의 자매도 싸움에 참여시키는 에피소드 '자매 싸움 규칙'에서와 같이 때때로 화가 나고 무관심한 것으로 보인다.
그러나 전반적으로 그는 여전히 친절한 사람이며 이제 가족이 필요할 때마다 가족을 도울 것이다.

## 인간관계
- 로리 라우드

그의 아홉 자매와는 달리 로리는 그를 받아들이지 않지만 그를 가장 사랑한다. 그런 다음 그들의 관계가 점차 커지기 시작했다.
- 루나 라우드

그들은 진정으로 서로를 형제 자매로 사랑하고 로큰롤을 좋아한다.
- 로니 앤 산티아고

시즌 2 이전에 로니 앤은 링컨에게 잔인한 것으로 나타났다. 그녀는 항상 그를 '명청아'라고 부른다. 그러나 나중에 그들은 더 나은 관계와 더 나은 우정을 발전시키기 시작한다.
- 클라이드 맥브라이드

클라이드는 링컨의 가장 친한 친구이자 조수이다. 그들은 비디오 게임, TV 시청, 만화 읽기 등과 같은 많은 일을하는 것으로 나타났다. 친구 임에도 불구하고 두 사람은 어떤 일이 일어날 때마다 공격적 일 수 있다. 그럼에도 불구하고 그들은 여전히 친구이다.